# Werner Eck
Werner Eck (* 17. Dezember 1939 in Nürnberg) ist ein deutscher Althistoriker und Epigraphiker. Sein Themengebiet ist die römische Kaiserzeit und Provinzialgeschichte. An der Universität zu Köln bekleidete er über viele Jahre lang eine Professur.

## Leben und Wirken
Eck besuchte von 1950 bis 1959 humanistische Gymnasien zunächst in Nürnberg, anschließend in Bamberg und ab 1957 erneut in Nürnberg, wo er 1959 das Abitur ablegte. Anschließend studierte er bis 1965 an der Universität Erlangen Geschichte, Latein, Griechisch, Germanistik und Archäologie. 1965 erfolgte das Staatsexamen für das Lehramt an Gymnasien in den Fächern Latein und Deutsch und im November 1966 in Geschichte. Von 1965 bis 1968 absolvierte Eck ein Promotionsstudium im Fach Alte Geschichte an der Universität Erlangen-Nürnberg. Von 1967 bis April 1969 war er wissenschaftlicher Assistent an der Universität Erlangen-Nürnberg und von 1969 bis 1974 an der Universität zu Köln.
Nach der Promotion bei Friedrich Vittinghoff 1968 über die römische Führungsschicht von Vespasian bis Hadrian und der Kölner Habilitation 1974/1975 über die staatliche Administration Italiens in der hohen Kaiserzeit war Eck seit 1975 als Nachfolger von Klaus Meister Professor an der Universität des Saarlandes. Einen Ruf auf eine ordentliche Professur an die Universität-Gesamthochschule Essen lehnte er im Juli 1976 ab und wurde im August 1976 ordentlicher Professor an der Universität des Saarlandes. Von April 1979 bis zu seiner Emeritierung im Februar 2007 war er als Nachfolger seines Lehrers Vittinghoff ordentlicher Professor für Alte Geschichte an der Universität zu Köln. Im Jahr 1985 lehnte er den Ruf auf eine ordentliche Professur für Alte Geschichte an der Universität Freiburg ab. Von 1985 bis 1989 war er Dekan der Philosophischen Fakultät der Universität zu Köln, später Senator für die Fakultät.
Eck hatte Gastprofessuren an der Universität von Südafrika (1985), der Universität La Sapienza (1991), der Universität Bologna (1992), der Universität Neapel Federico II (1998), der École des hautes études en sciences sociales in Paris (2003) inne und war Visiting member am Wolfson College in Oxford (1989) und bei Topoi in Berlin (2011) sowie Member am Institute for Advanced Study in Princeton (1983/84). 1995/1996 war er Fellow des Historischen Kollegs München, 1999/2000 Member am Sackler-Institute for Advanced Study an der Universität Tel Aviv und im Jahr 2006 am Collège de France in Paris. Eck hatte im Sommersemester 2011 die Otto-von-Freising-Gastprofessur an der Katholischen Universität Eichstätt inne. Zu seinen akademischen Schülern gehören Rudolf Haensch, Peter Eich und Marietta Horster.
Eck gilt als einer der – auch international – profiliertesten Experten für die römische Kaiserzeit sowie insbesondere für römische Epigraphik. Seine Forschungsschwerpunkte liegen in der Verwaltungs- und Sozialgeschichte, der Prosopographie sowie der Geschichte des frühen Christentums. Zu der Buchreihe Geschichte der Stadt Köln in 13 Bänden legte er 2004 den ersten Band vor und übernahm 2007 als Nachfolger Hugo Stehkämpers die wissenschaftliche Herausgabe. Eck betreut das Corpus Inscriptionum Iudaeae/Palaestinae als Mitherausgeber gemeinsam mit einem Team der Hebräischen Universität Jerusalem und der Universität Tel Aviv, ein Langzeitprojekt der Deutschen Forschungsgemeinschaft. Außerdem gehört die Herausgabe der vollständigen Fasti consulares, also eine Liste aller Konsuln der römischen Kaiserzeit (von 30 v. Chr. bis zum Ende des 3. Jahrhunderts n. Chr.) und die systematische Darstellung der Administration der römischen Provinzen zu seinen weiteren Forschungsarbeiten. Er verfasste zahlreiche Artikel für den Neuen Pauly (DNP) über die römischen Kaiser und Senatoren sowie im Lexicon Topographicum Urbis Romae. Er legte 1998 eine kurz gefasste Darstellung über Kaiser Augustus vor, die inzwischen (2024) in 7. Auflage erschienen ist und in verschiedene Sprachen übersetzt wurde, unter anderem ins Türkische und Chinesische.
Seit 1979 ist Eck Mitherausgeber der Zeitschrift für Papyrologie und Epigraphik (ZPE), seit 2007 hat er die Geschäftsführung. Im Jahr 1999 wurde Eck Präsident der Archäologischen Gesellschaft Köln. Eck war von 1984 bis 2008 Mitglied im Beirat der Kommission für Alte Geschichte und Epigraphik in München. Er ist Mitglied der Association Internationale d’Epigraphie Grecque et Latine (AIEGL), deren Präsident er von 1997 bis 2002 war. Von 2007 bis 2018 war Eck Projektleiter des Corpus Inscriptionum Latinarum an der Berlin-Brandenburgischen Akademie der Wissenschaften, wo er zuvor seit 1992 die Prosopographia Imperii Romani als Projektleiter betreut und nach insgesamt 90 Jahren zu einem Abschluss gebracht hatte.

## Ehrungen
Werner Eck ist korrespondierendes Mitglied des Österreichischen Archäologischen Instituts, der Finnischen Akademie der Wissenschaften in Helsinki, der Pontificia Accademia Romana di Archeologia in Rom, der British Academy (2004), der Reial Acadèmia de Bones Lletres de Barcelona, der Accademia Nazionale dei Lincei in Rom, der Real Academia de Buenas Letras in Sevilla, der Académie des inscriptions et belles-lettres in Paris sowie ordentliches Mitglied des Deutschen Archäologischen Instituts. Eck ist außerdem Mitglied der Academia Europaea (1992).
Eck erhielt für sein wissenschaftliches Wirken zahlreiche Auszeichnungen. Im Jahr 1994 wurde ihm der Kölnpreis der Universität Köln für sein Buch Agrippina verliehen, 1995 die Frontinus-Medaille der Frontinus-Gesellschaft für seine Arbeiten zur römischen Wasserversorgung. Für seine Forschungen zur Geschichte der römischen Kaiserzeit wurde er 2000 mit dem Max-Planck-Forschungspreis für Geisteswissenschaften ausgezeichnet. 2011 erhielt er den Ausonius-Preis. Er ist Ehrendoktor der Babeș-Bolyai-Universität Cluj (2003), der Universität Kassel (2007), der Hebräischen Universität Jerusalem (2008) und der Universität Alba Iulia (2023). 2011 wurde er Honorary member (Ehrenmitglied) der Society for the Promotion of Roman Studies. Im Juni 2021 wurde er mit dem Verdienstkreuz 1. Klasse des Verdienstordens der Bundesrepublik Deutschland ausgezeichnet. 2024 verlieh ihm die Universität Pisa in Verbindung mit den Rotary Clubs Italiens den Premio Internazionale Galileo Galilei für Italienische Geschichte (Geschichte des Imperium Romanum).

## Schriften (Auswahl)
Ein ausführliches Publikationsverzeichnis findet sich auf Ecks Webseite sowie in der Festschrift zu seinem 75. Geburtstag.
- Senatoren von Vespasian bis Hadrian. Prosopographische Untersuchungen mit Einschluß der Jahres- und Provinzialfasten der Statthalter (= Vestigia. Band 13). C. H. Beck, München 1970, ISBN 3-406-03096-3.
- Die staatliche Organisation Italiens in der hohen Kaiserzeit (= Vestigia. Band 28). C. H. Beck, München 1979, ISBN 3-406-04798-X.
- Die Statthalter der germanischen Provinzen vom 1.–3. Jahrhundert (= Epigraphische Studien. Band 14). Rheinland-Verlag, Köln 1985, ISBN 3-7927-0807-8.
- Agrippina, die Stadtgründerin Kölns. Eine Frau in der frühkaiserzeitlichen Politik (= Schriftenreihe der Archäologischen Gesellschaft Köln. Band 22). Greven, Köln 1993, ISBN 3-7743-0271-5.
- Die Verwaltung des Römischen Reiches in der Hohen Kaiserzeit. Ausgewählte Beiträge. 2 Bände, Reinhardt, Basel 1995, ISBN 3-7245-0866-2; 1998, ISBN 3-7245-0962-6.
- mit Antonio Caballos und Fernando Fernández: Das Senatus consultum de Cn. Pisone patre (= Vestigia. Band 48). C. H. Beck, München 1996, ISBN 3-406-41400-1.
- Augustus und seine Zeit (= Beck’sche Reihe. Band 2084). C. H. Beck, München 1998, 6. durchgesehene Auflage 2015, ISBN 978-3-406-41884-6 (auch englische, spanische, italienische und tschechische Übersetzung).
- (Hrsg.): Lokale Autonomie und römische Ordnungsmacht in den kaiserzeitlichen Provinzen vom 1. bis 3. Jahrhundert (= Schriften des Historischen Kollegs. Kolloquien Band 42). München 1999, ISBN 978-3-486-56385-6 (Digitalisat).
- The Cambridge Ancient History. Band XI, Cap. IV–VII, 2000, S. 195–293.
- Köln in römischer Zeit. Geschichte einer Stadt im Rahmen des Imperium Romanum (= Geschichte der Stadt Köln. Band 1). Greven, Köln 2004, ISBN 3-7743-0357-6.
- Rom und Judaea. Fünf Vorträge zur römischen Herrschaft in Palästina (= Tria Corda. Band 2). Mohr Siebeck, Tübingen 2007, ISBN 978-3-16-149460-4.
- Monument und Inschrift. Gesammelte Aufsätze zur senatorischen Repräsentation in der Kaiserzeit (= Beiträge zur Altertumskunde. Band 288). Walter de Gruyter, Berlin/New York 2010, ISBN 978-3-11-024694-0.
- Bürokratie und Politik in der römischen Kaiserzeit. Administrative Routine und politische Reflexe in Bürgerrechtskonstitutionen der römischen Kaiser. Springer, Wiesbaden 2012, ISBN 978-3-531-18741-9.
- Judäa – Syria Palästina. Die Auseinandersetzung einer Provinz mit römischer Politik und Kultur (= Texts and studies in ancient Judaism. Band 157). Mohr, Tübingen 2014, ISBN 978-3-16-153026-5.
- mit Dietmar Kienast und Matthäus Heil: Römische Kaisertabelle. Grundzüge einer römischen Kaiserchronologie. 6., vollständig überarbeitete und aktualisierte Auflage. Wissenschaftliche Buchgesellschaft, Darmstadt 2017, ISBN 978-3-534-26724-8.
- mit Armin Eich und Peter Eich: Die Inschriften von Sagalassos I (= Inschriften griechischer Städte aus Kleinasien. Band 70). Rudolf Habelt, Bonn 2018, ISBN 978-3-7749-4122-9.
- Gesellschaft und Administration im Römischen Reich. Aktualisierte Schriften in Auswahl. De Gruyter, Berlin 2021, ISBN 978-3-11-074665-5.